# Alwyn Morris
Pour les articles homonymes, voir Morris.
Alwyn Morris est un kayakiste canadien d'origine amérindienne né le 22 novembre 1957.

## Palmarès
Jeux olympiques
- en K-2, 1 000 mètres aux Jeux olympiques de 1984 à Los Angeles (avec Hugh Fisher)
- en K-2, 500 mètres aux Jeux olympiques de 1984

Championnats du monde
- Médaille d'argent en K-2 1 000 mètres aux Championnats du monde 1982 à Belgrade ( Serbie)
- Médaille de bronze en K-2 500 mètres aux Championnats du monde 1983 à Tampere ( Finlande)

## Récompenses
En 1977, il reçoit le prix Tom Longboat décerné au meilleur athlète autochtone d'Amérique du Nord. En 1985, Morris reçoit l'Ordre du Canada,.